# Мукрін ібн Абдул-Азіз Аль Сауд
Мукрін ібн Абдул-Азіз Аль Сауд (араб. مقرن بن عبدالعزيز آل سعود; нар. 15 вересня 1945) — член королівської династії Саудівської Аравії, 35-й і наймолодший з 3-х синів короля Абдель-Азіза ібн Сауда. З 23 січня та по 29 квітня 2015 року був наслідним принцем Саудівської Аравії.